# Simulacro
Un simulacro è un'apparenza che non corrisponde necessariamente a una realtà sottostante ma che può derivare da un modello originale in modo distorto, parziale o ingannevole, assumendo così un significato ambiguo tra rappresentazione e autonomia; in ambito filosofico, in particolare secondo Jean Baudrillard, il simulacro non è più una semplice copia di qualcosa di reale ma un'immagine che ha perso ogni riferimento al reale e si alimenta di sé stessa in un ciclo autoreferenziale, mentre in un'accezione più ampia può indicare una duplicazione infedele o inautentica che sostituisce l’originale senza però coincidere con esso. La parola deriva dal latino simulacrum, statua, figura, e indicava originariamente l'immagine o la rappresentazione di una divinità, in special modo nelle celle dei templi, oggetto di culto nell'antichità.

## Storia della filosofia e dell'arte
Simulacrum  è quindi da intendere come sinonimo del termine idolo dal greco "εἴδωλον" (eidôlon). Questo  termine greco viene utilizzato da Platone  in opposizione al termine icona, "εἰκών" (eikôn), ovvero la "copia": Per Platone le immagini vanno infatti ordinate in una gerarchia che ponga in alto le immagini "buone" e rispondenti al vero (come la copia che imita il reale) e che non dissimulino il reale stesso, dalle immagini "cattive" (quali gli idoli e i simulacri) che invece ci ingannano e non assomigliano alla vera realtà (su questo punto si confronti quel che scrive Platone nel Sofista e nel Fedone).  L'eidôlon si oppone pertanto tanto all'eikôn che all'eidos o idea (ἰδέα) ovvero la "forma" originaria che per Platone costituisce la vera realtà (il concetto di "Idea" è presente in vari dialoghi platonici tra cui Repubblica e il Fedone) e in un questo senso il simulacro rimanda tanto all'informale che alla simulazione.
Il concetto di simulacro è presente, inteso in quanto eidôlon, nei dialoghi platonici Sofista e Cratilo, ma anche, in un senso radicalmente differente, nella teoria materialista degli Epicurei (in particolare di Epicuro e Lucrezio che utilizza per primo il termine "simulacrum"). Per gli Epicurei e per Lucrezio i simulacri sono particelle di materia sottile che si distaccano dalle cose reali e che le replicano in miniatura. I simulacri vengono recepiti dall'apparato sensibile umano consentendo tanto la percezione che causando la produzione di sogni.
Per alcuni il simulacro è la rappresentazione della verità che sottende, soprattutto in ambito religioso; si veda anche l'espressione "ad instar".
Nel XX secolo, questo concetto è stato ripreso da Jean Baudrillard, che lo definisce come la «verità che nasconde il fatto che non ne ha alcuna». Laddove Platone ha visto due modi della riproduzione, quella "fedele" e quello volutamente "distorto" (il simulacro, appunto), Baudrillard ne vede quattro: lo "specchio" o riflessione di base della realtà, l'"anamorfosi" o contraffazione spontanea della realtà, la "finzione" (dove non esiste un modello), e il "simulacro", che "non ha alcuna relazione con qualsiasi realtà di sorta" e ciononostante risulta "vero". In questo senso il potere, come detto in Dimenticare Foucault, «non è mai esistito se non in quanto simulacro.»
Dopo la Pop art e l'opera di Andy Warhol i piani di rappresentazione del "vero" e del "falso" sono stati mescolati e la critica d'arte ha imparato a lavorare attorno a nuovi concetti, a cui il termine "simulacro" ha offerto spesso sponda (come nella corrente dell'Iperrealismo e più in generale nel Postmodernismo).
Anche Gilles Deleuze, nel suo lavoro sul cinema, e Fredric Jameson, nella critica letteraria, si collegano al concetto greco e latino nell'analizzare il "più reale del reale" che si presenta a volte nella società e nello sviluppo semiotico dei suoi prodotti. Per il primo esiste un carattere simbolico proprio nella dematerializzazione dell'evento che accade durante il suo racconto audiovisivo, il quale porta a un "effetto di replica" infinito.

## Sociologia
In sociologia il concetto di simulacro, come accade per altre discipline umanistiche e sociali, prende spunto dalle riflessioni del pensatore francese Jean Baudrillard. In Italia, un'articolata disamina dei concetti di simulacro, simulazione realtà e finzione si deve a Vanni Codeluppi, in particolare nel volume Baudrillard. La seduzione del simbolico. Quest'opera permette di accedere al complesso contributo baudrillardiano mediante la sua sistematizzazione in quattro macro temi: merce, simulazioni, terrorismo e pensiero radicale. Simulacro e postmoderno in chiave baudrillardiana sono due concetti centrali anche nella sociologia dell'immaginario nella ricostruzione semantica fornita da Domenico Secondulfo. Nel volume I volti del simulacro la società dei consumi contemporanea viene interpretata a partire dal concetto di simulacro, diventando una lente di ingrandimento sull'impossibilità di scindere la realtà dalla finzione.

## Intrattenimento
Anche in ambito fantascientifico si è usato il termine (in particolare con l'invenzione dell'androide) per indicare qualcosa di "artificiale" che però ha sembianza "naturale". A parte gli esempi classici, dal Golem di tradizione cabalistica al Frankenstein di Mary Shelley, fino ai RUR di Karel Čapek e a Solaris di Stanisław Lem, l'autore che ha forse più lavorato sul concetto è Philip K. Dick, il quale è tornato in maniera ossessiva su idee di organismi artificiali, mondi paralleli possibili e simulacri di umani (come in Il cacciatore di androidi che servirà di base al film Blade Runner) o in L'androide Abramo Lincoln (non a caso tradotto in italiano come A. Lincoln, Simulacrum) e naturalmente in I simulacri.
Anche la trilogia di Matrix è ispirata, come dichiarato espressamente dagli sceneggiatori,) al concetto di simulacro messo a punto da Baudrillard. Lo stesso si può forse dire per le opere di Michael Crichton e soprattutto per il film The Truman Show, film simulacro per eccellenza.